# Portieux
Portieux ist eine französische Gemeinde mit 1215 Einwohnern (1. Januar 2022) im Département Vosges in der Region Grand Est. Sie gehört zum Arrondissement Épinal und zum Gemeindeverband Épinal.

## Geografie

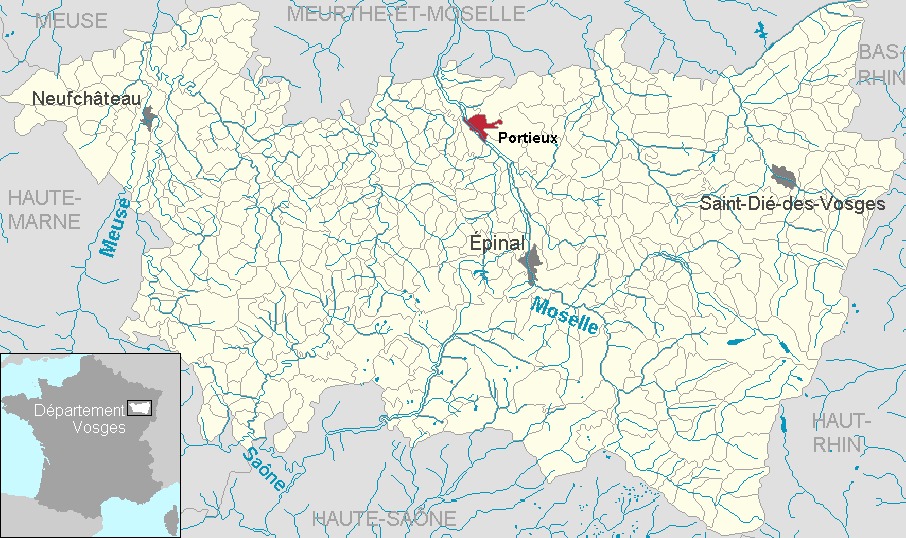
Lage der Gemeinde Portieux im Département Vosges

Die Gemeinde Portieux liegt an der Mosel im Norden des Départements Vosges, etwa 20 Kilometer nordwestlich von Épinal. Die Mosel fließt in Südost-Nordwest-Richtung durch das Gemeindegebiet, der Kernort Portieux liegt auf der rechten Moselseite. Auch ein Abschnitt des parallel zur Mosel verlaufenden Canal des Vosges mit drei seiner 93 Schleusen liegt mit einer kurzen Unterbrechung auf dem Gebiet von Portieux oder bildet die Grenze zu Vincey. Zum bebauten Gebiet von Portieux westlich des Kanals gehört auch der Haltepunkt Vincey an der Bahnlinie Nancy-Épinal-Remiremont.
140 Hektar oder fast ein Fünftel des Gemeindeareals sind bewaldet (Forêt de Ternes).
Zu Portieux gehört neben dem Weiler Belval der Ortsteil La Verrerie, vier Kilometer östlich vom Kernort.
Nachbargemeinden von Portieux sind Langley im Norden, Damas-aux-Bois im Nordosten, Moriville im Osten, Châtel-sur-Moselle und Nomexy im Südosten sowie Vincey im Südwesten und Westen.

## Geschichte
Der Ort Portieux (Portus Coelorum) entwickelte sich um ein 1107 gegründetes Priorat nahe einer Furt über die Mosel, das 1616 nach Nancy verlegt wurde (Kloster St. Leopold ).

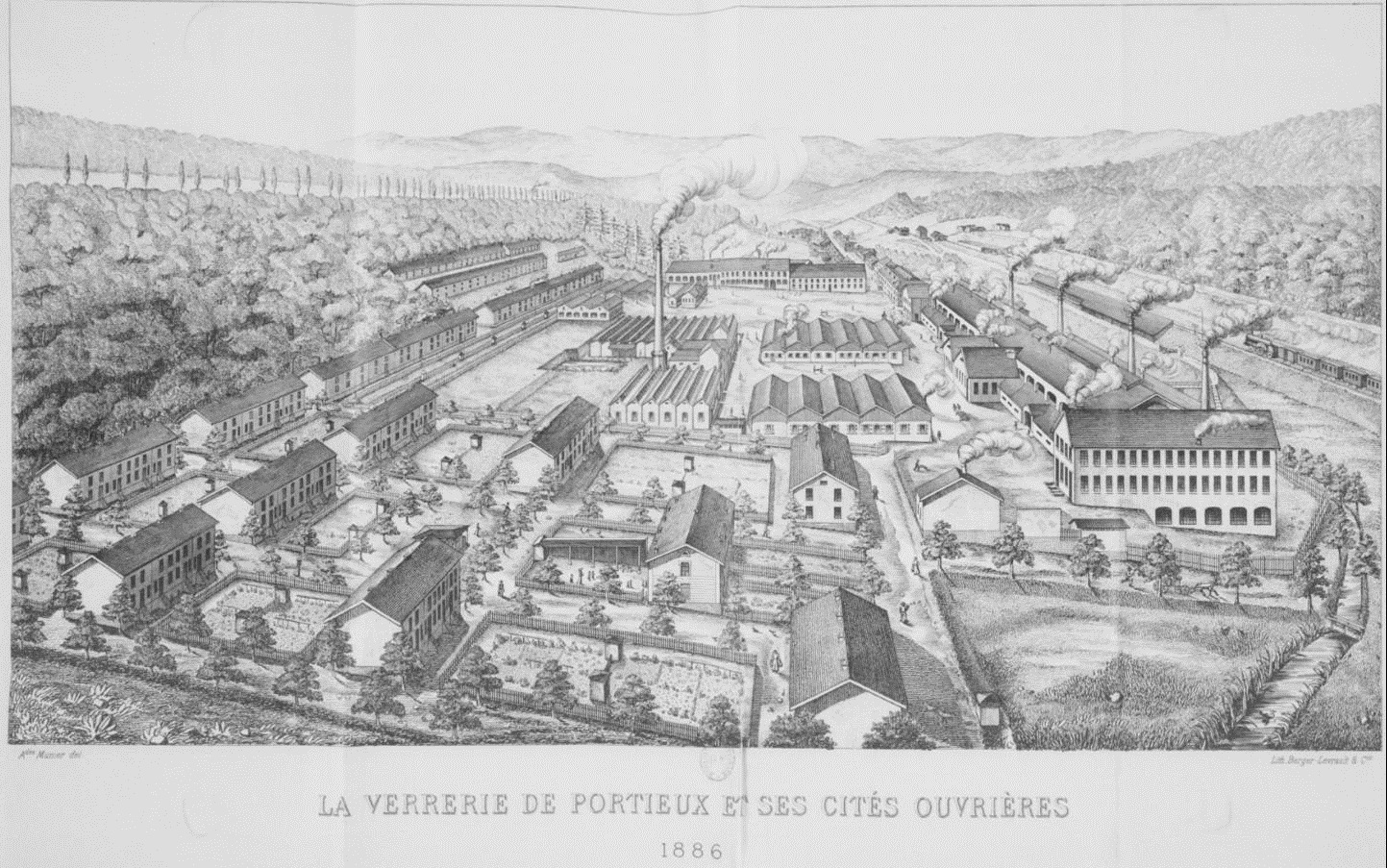
Die Glashütte von Portieux im Jahre 1886.

Ein Privileg, in den Wäldern nahe Portieux eine Glashütte zu errichten, wurde 1705 von Herzog Leopold erteilt. Die jüngere Geschichte von Portieux ist eng mit der Glasmachermanufaktur im Ortsteil La Verrerie (deutsch= Glashütte) verbunden; die Glasproduktion hat auch die Gestaltung des Wappens geprägt.
Die Glaswarenproduktion passte sich im Lauf der Jahrzehnte den Erfordernissen des Marktes an. Standen am Beginn der Glashütte Trinkgläser und Fensterglas im Vordergrund, folgten bald Spiegel, Glasflaschen, Uhren- und Lampengläser sowie Glasmurmeln. Einen enormen Aufschwung nahm die Glashütte mit der Produktion von Flaschen für die Abfüllung des Mineralwassers von Contrexéville (Marke Contrex). Um 1850 konnte ein Arbeiter bis zu 400 Flaschen pro Stunde herstellen. Eine Glasfabrik in Gironcourt-sur-Vraine, die näher an Contrexéville und Vittel liegt, produzierte 1964 bereits 250 Millionen Flaschen jährlich. Während die Glashütte Portieux 1968 noch 539 Mitarbeiter hatte, arbeiteten 1978 noch 308 Beschäftigte dort. Nach weiterem schleichenden Niedergang wurde 1996 aus der traditionsreichen Manufaktur eine Glasbläserei mit 33 Arbeitern und Angestellten, die 2005 auf 12 Mitarbeiter schrumpfte. Heute werden Kristallgläser – meistens Einzelstücke – nach speziellen Kundenwünschen hergestellt.

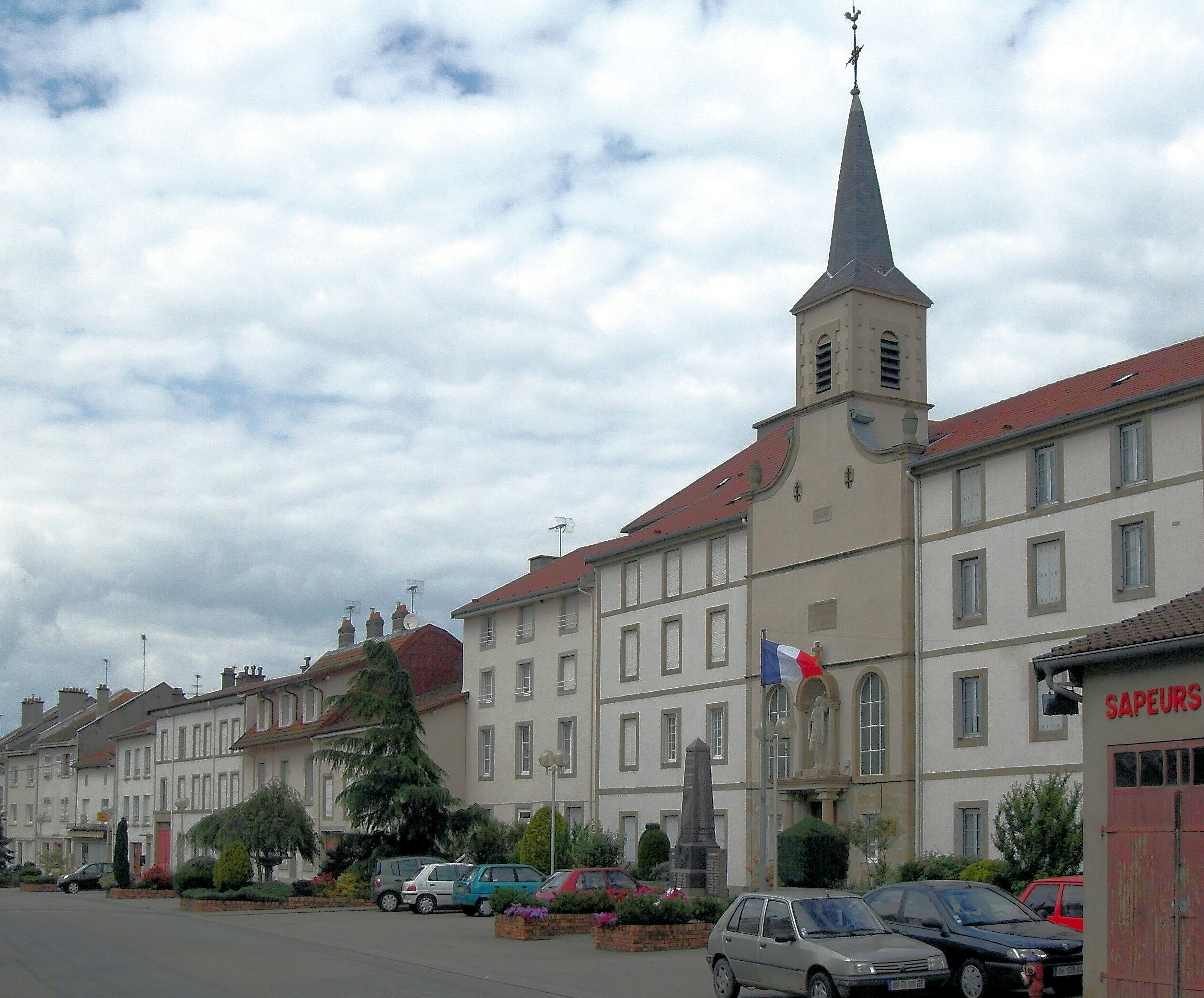
Rue Eugène Huraux

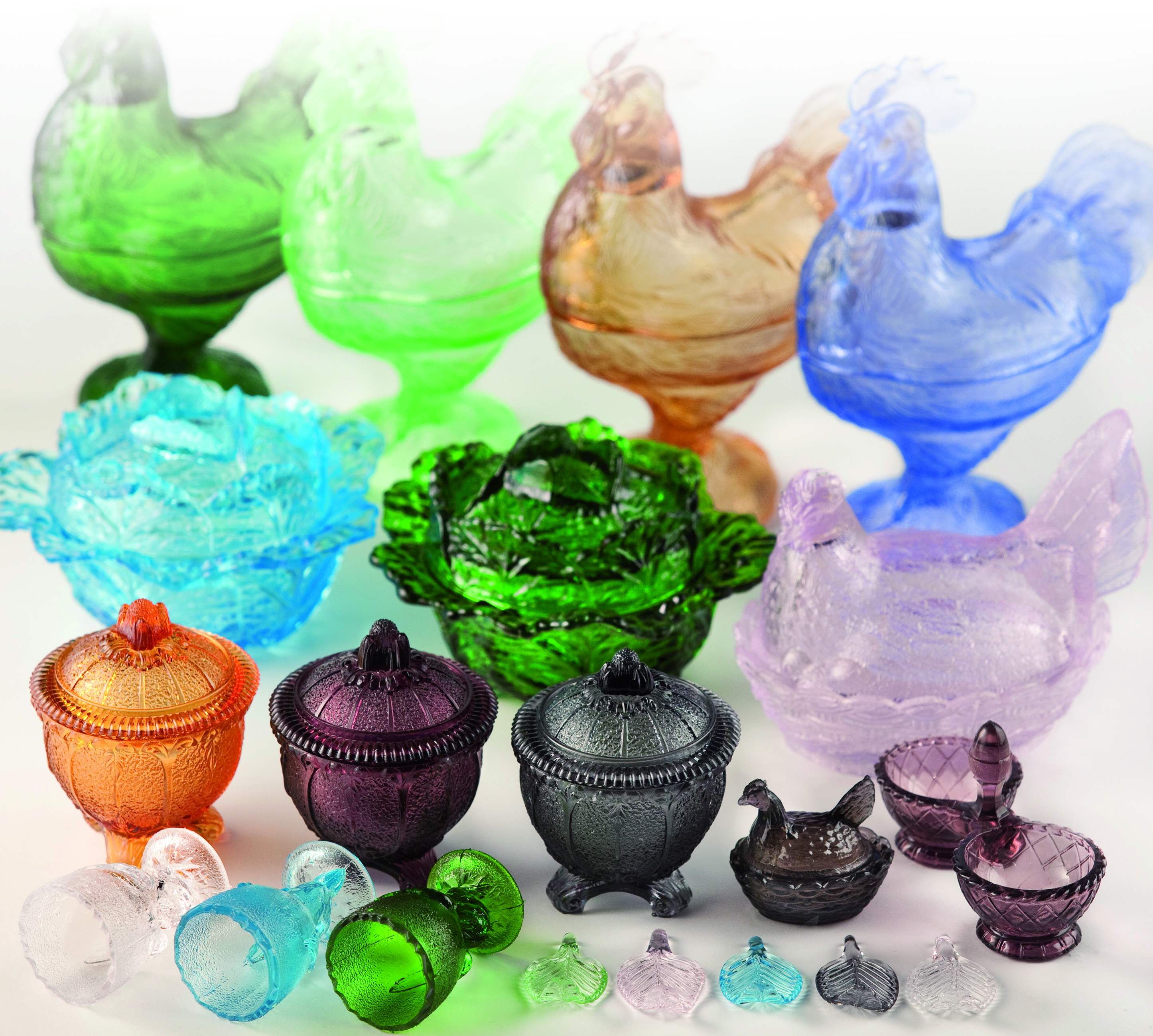
Kristallzuckerdosen aus der Glasbläserei Portieux

### Bevölkerungsentwicklung
Der seit den 1960er Jahren anhaltende Bevölkerungsschwund ist auf den Niedergang der Textilindustrie und der Glasproduktion zurückzuführen.
| Jahr      | 1962 | 1968 | 1975 | 1982 | 1990 | 1999 | 2006 | 2014 | 2021 |
| Einwohner | 2039 | 2163 | 1952 | 1750 | 1492 | 1411 | 1323 | 1251 | 1222 |

Im Jahr 1911 wurde mit 3209 Bewohnern die bisher höchste Einwohnerzahl ermittelt. Die Zahlen basieren auf den Daten von cassini.ehess und INSEE.

## Sehenswürdigkeiten
- Gebäudekomplex der ehemaligen Spinnerei Vincey/Portieux (1991 als Monument historique klassifiziert)[3]
- Glasbläserei mit Museum und Verkauf auf dem Gelände der alten Glashütte
- Militärmuseum
- Kreuzerhöhungskirche (Église de l’Exaltation-de-la-Sainte-Croix)
- Kirche St. Laurentius im Ortsteil La Verrerie (Église Saint-Laurent de La Verrière)

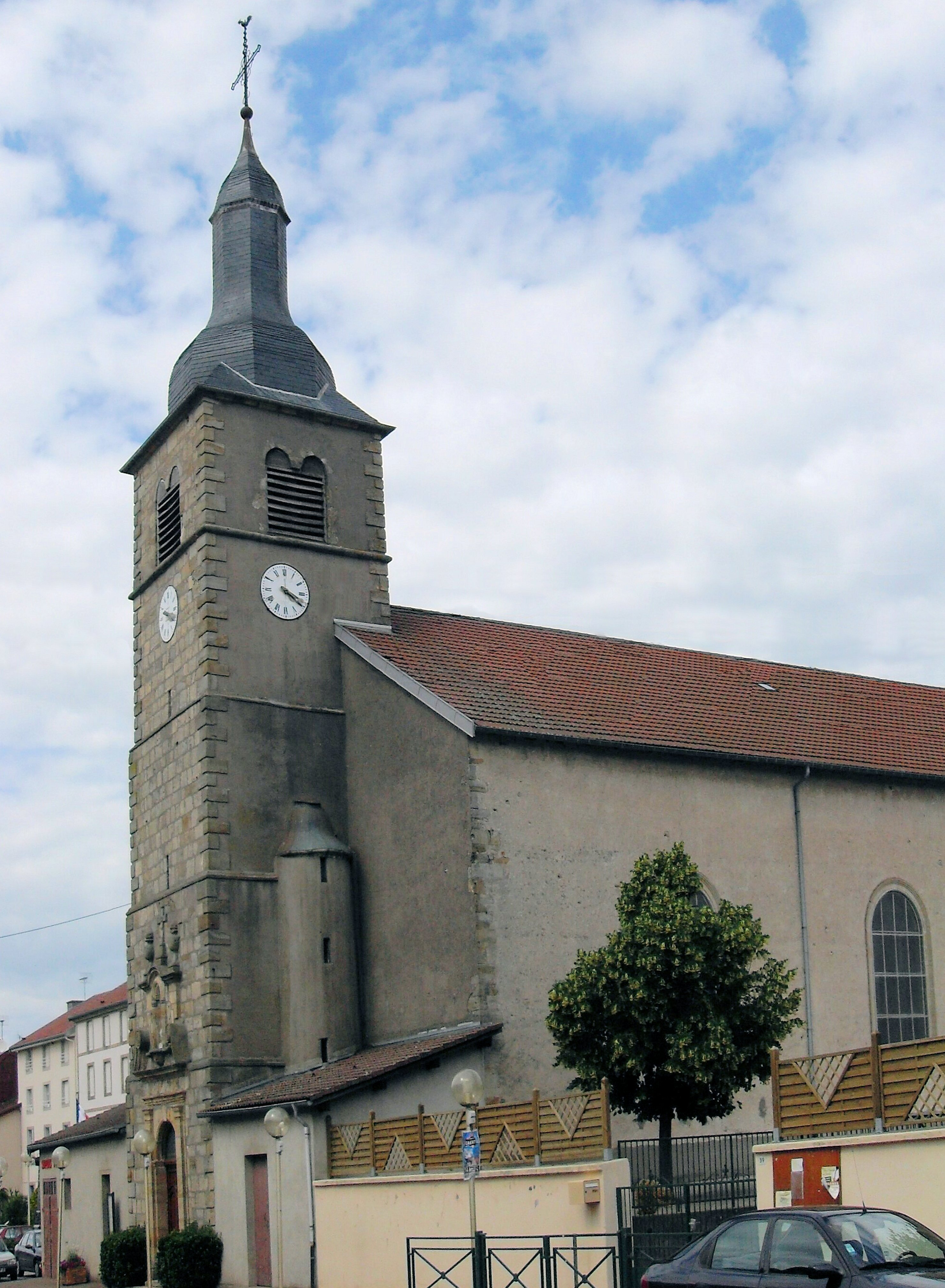
Kreuzerhöhungskirche
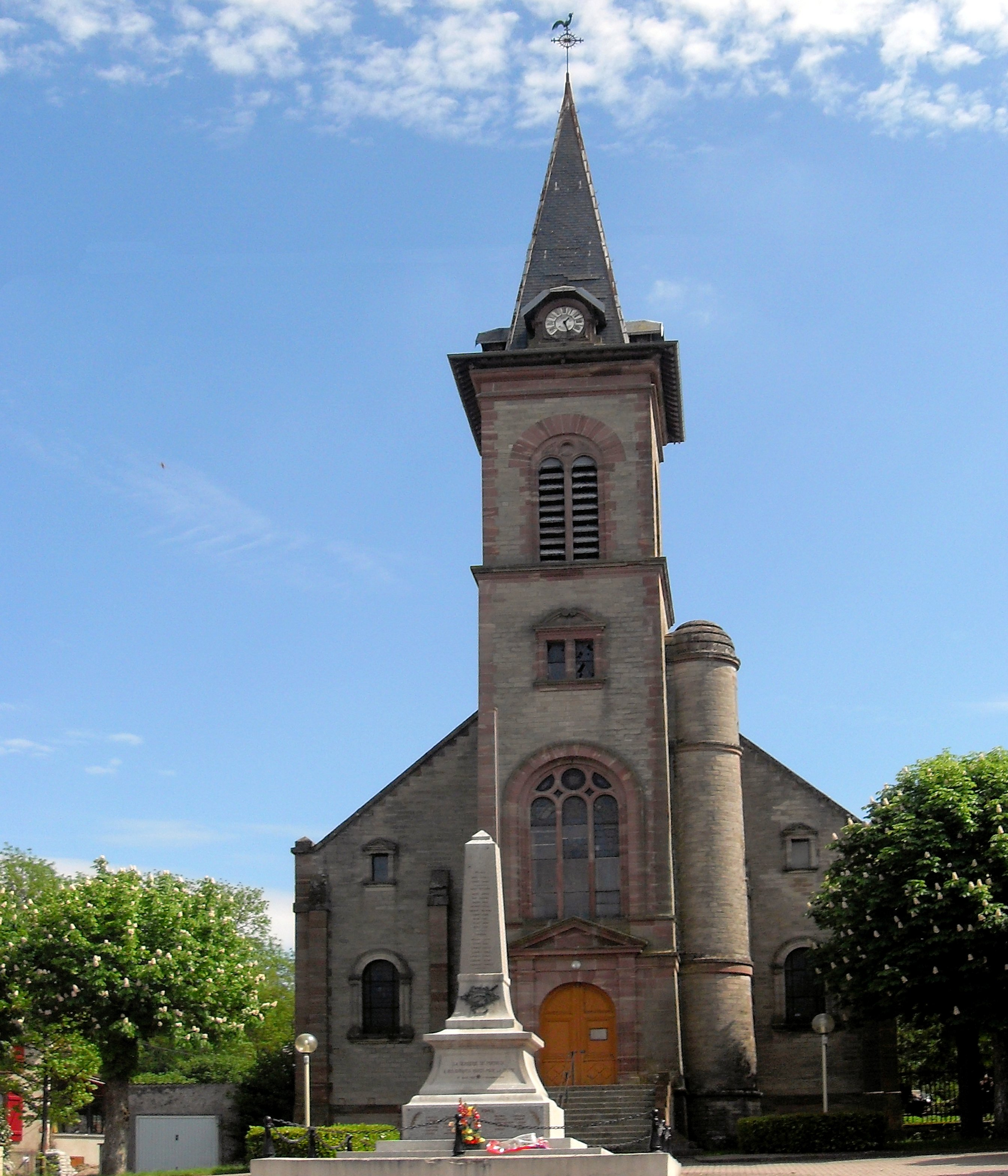
Nordseite der Kirche St. Laurentius im Ortsteil La Verrière
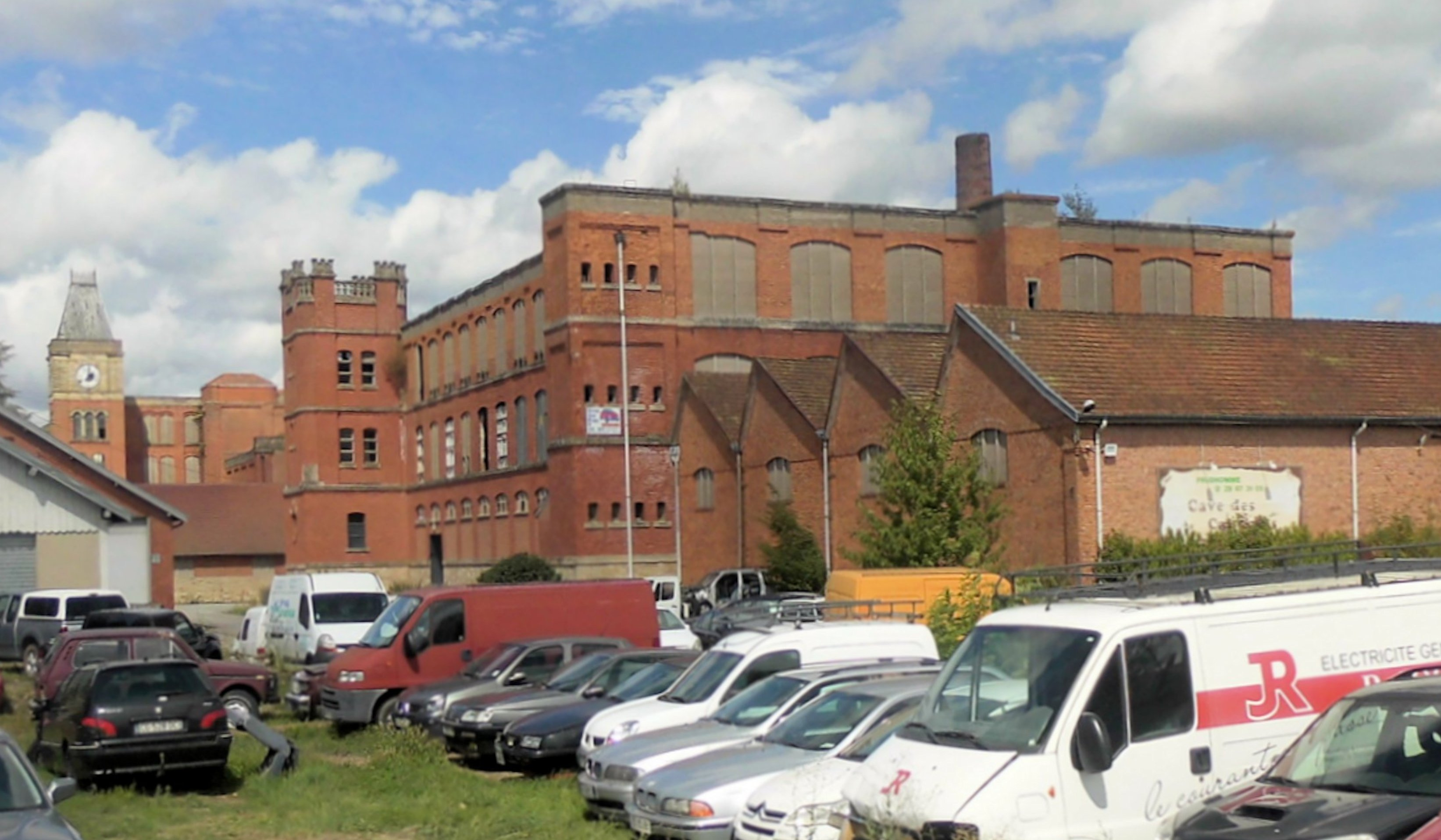
Gebäudekomplex der ehemaligen Spinnerei

## Wirtschaft und Infrastruktur
Neben kleinen Handwerks- und Einzelhandelsbetrieben (Bäckerei, Kfz-Handwerk) gibt es in Portieux wenige Erwerbsmöglichkeiten. In der Gemeinde sind fünf Viehzuchtbetriebe ansässig. Viele Bewohner pendeln in die umliegenden Gewerbegebiete nach Thaon-les-Vosges, Golbey oder Épinal. Einer der größten Arbeitgeber im Ort ist CAT Belval, ein aus einem Bauernhof hervorgegangenes Pflegeheim/Hospiz im Ortsteil Belval.
Durch Portieux führt die Fernstraße D 32 von Rambervillers nach Châtel-sur-Moselle. Die zweistreifige Nationalstraße 57 von Nancy nach Épinal führt mit einer Anschlussstelle durch das Gemeindegebiet der benachbarten Gemeinde Vincey. Der Haltepunkt Vincey liegt an der dem Moseltal folgenden Bahnlinie Nancy-Épinal-Remiremont, die vom Unternehmen TER Lorraine betrieben wird.

## Belege
1. ↑  Portieux auf cassini.ehess
2. ↑  Portieux auf INSEE
3. ↑  Eintrag auf culture.gouv.fr/merimee (französisch)
4. ↑  Landwirtschaftsbetriebe auf annuaire-mairie.fr (französisch)